# 磐石天主教堂
磐石天主教堂，位于中国吉林省磐石市内，为一个省级文物保护单位，类型为古建筑，公布时间为2007年5月31日。该文物保护单位由磐石市宗教局管理。
磐石天主教堂的历史年代为清代。